# Orange Walk (distrikt)
Orange Walk er et nordvestligt distrikt i det mellemamerikanske land Belize. Hovedstaden, byen Orange Walk, er kendt som «Sugar City» («Sukkerbyen») på grund af distriktets produktion af sukker. I 2010 lå befolkningstallet på 45.419.